# ドリュー・ミラス
アンドリュー・セオドア・ミラス（Andrew Theodore Millas, 1998年1月15日 - ）は、 アメリカ合衆国ミズーリ州セントルイス出身のプロ野球選手（捕手）。右投両打。MLBのワシントン・ナショナルズ所属。

## 経歴

### プロ入りとアスレチックス傘下時代
2019年のMLBドラフト7巡目（全体224位）でオークランド・アスレチックスから指名され、プロ入り。この年の公式戦出場は無かった。
2020年はCOVID-19の影響でマイナーリーグの試合が開催されなかったため、公式戦の出場は無かった。
2021年、傘下のA+級ランシング・ラグナッツでプロデビューを果たした。

### ナショナルズ時代
2021年7月30日にヤン・ゴームズ、ジョシュ・ハリソンとのトレードで、リチャード・ガッシュ、セス・シューマンと共にワシントン・ナショナルズへ移籍した。移籍後は傘下のA+級ウィルミントン・ブルーロックスでプレーし、移籍前を含めた2球団合計で86試合に出場して打率.264、3本塁打、48打点、15盗塁を記録した。オフにはアリゾナ・フォールリーグに参加し、サプライズ・サグアロスに所属した。
2022年はA級フレデリックスバーグ・ナショナルズ、A+級ウィルミントン、AA級ハリスバーグ・セネターズでプレーし、3球団合計で88試合に出場して打率.225、6本塁打、36打点、8盗塁を記録した。オフには2年連続でアリゾナ・フォールリーグに参加し、ピオリア・ハベリーナズに所属した。
2023年、マイナーではAA級ハリスバーグとAAA級ロチェスター・レッドウイングスでプレーし、2球団合計で83試合に出場して打率.291、7本塁打、43打点、6盗塁を記録した。8月27日にメジャー契約を結んでアクティブ・ロースター入りすると、翌28日のトロント・ブルージェイズ戦にてアレックス・コールの代打としてメジャー初出場を果たした。この年メジャーでは11試合に出場して打率.286、1本塁打、6打点を記録した。

## プレースタイル
守備型の捕手であり、捕手としては走力は速い方である。打撃では選球眼の良さを評価されている。

## 詳細情報

### 年度別打撃成績
| 年 度    | 球 団    | 試 合 | 打 席 | 打 数 | 得 点 | 安 打 | 二 塁 打 | 三 塁 打 | 本 塁 打 | 塁 打 | 打 点 | 盗 塁 | 盗 塁 死 | 犠 打 | 犠 飛 | 四 球 | 敬 遠 | 死 球 | 三 振 | 併 殺 打 | 打 率 | 出 塁 率 | 長 打 率 | O P S |
| -------- | -------- | ----- | ----- | ----- | ----- | ----- | -------- | -------- | -------- | ----- | ----- | ----- | -------- | ----- | ----- | ----- | ----- | ----- | ----- | -------- | ----- | -------- | -------- | ----- |
| 2023     | WSH      | 11    | 33    | 28    | 1     | 8     | 2        | 0        | 1        | 13    | 6     | 0     | 0        | 1     | 0     | 4     | 0     | 0     | 5     | 2        | .286  | .375     | .464     | .839  |
| MLB：1年 | MLB：1年 | 11    | 33    | 28    | 1     | 8     | 2        | 0        | 1        | 13    | 6     | 0     | 0        | 1     | 0     | 4     | 0     | 0     | 5     | 2        | .286  | .375     | .464     | .839  |

- 2023年度シーズン終了時

### 年度別守備成績
| 年 度 | 球 団 | 捕手（C） | 捕手（C） | 捕手（C） | 捕手（C） | 捕手（C） | 捕手（C） | 捕手（C） | 捕手（C） | 捕手（C） | 捕手（C） | 捕手（C） |
| 年 度 | 球 団 | 試 合     | 刺 殺     | 補 殺     | 失 策     | 併 殺     | 守 備 率  | 捕 逸     | 企 図 数  | 許 盗 塁  | 盗 塁 刺  | 阻 止 率  |
| ----- | ----- | --------- | --------- | --------- | --------- | --------- | --------- | --------- | --------- | --------- | --------- | --------- |
| 2023  | WSH   | 10        | 65        | 2         | 1         | 1         | .985      | 0         | 11        | 9         | 2         | .182      |
| MLB   | MLB   | 10        | 65        | 2         | 1         | 1         | .985      | 0         | 11        | 9         | 2         | .182      |

- 2023年度シーズン終了時

### 背番号
- 81（2023年 - ）